# 安娜冰川
62°2′S 58°12′W / 62.033°S 58.200°W
安娜冰川是南極洲的冰川，位於南設得蘭群島的喬治王島，流經羅斯峰和雷亞峰之間，最終注入喬治王灣，由波蘭探險隊命名，現時由南極條約體系管理。